# غريغوري رودريغيز
غريغوري رودريغيز (بالإنجليزية: Gregory Rodrigues؛ مواليد 17 فبراير 1992) هو مُقاتل فنون قتالية مختلطة أمريكي.

## وصلات خارجية
- غريغوري رودريغيز على موقع يو إف سي (الإنجليزية)
- غريغوري رودريغيز على موقع شيردوغ (الإنجليزية)